# Mesida realensis
Mesida realensis là một loài nhện trong họ Tetragnathidae.
Loài này thuộc chi Mesida. Mesida realensis được miêu tả năm 1995 bởi Barrion & Litsinger.